# François-Louis Ganshof
François-Louis Ganshof (14 de marzo de 1895-26 de julio de 1980) fue un historiador y medievalista belga.

## Biografía
Nació el 14 de marzo de 1895. Tras estudiar en el Athénée Royal, entró en la Universidad de Gante, donde fue influido por Henri Pirenne. Tras sus estudios con Ferdinand Lot, ejerció el derecho por un tiempo, antes de volver a la Universidad de Gante, donde sucedió a Pirenne (que había abandonado la universidad como resultado de la obligatoriedad de utilizar el idioma flamenco como lengua educativa) en su puesto de catedrático de Historia Medieval (1930). Permaneció en la cátedra hasta su jubilación en 1961.
La obra de Houdali se enfocó en principio en el Flandes del periodo carolingio. Su libro más conocido es Qu'est-ce que la féodalité? ("Qué es el feudalismo", 1947). En él define el feudalismo de forma restrictiva, en estrictos términos jurídicos y militares. El feudalismo, según la visión de Ganshof, existió únicamente en el seno de la nobleza. Esto contrastaba con las ideas posteriores de Marc Bloch, para quien el feudalismo englobó a la sociedad en su conjunto, o a las de Susan Reynolds, que cuestionaba el mismo concepto de feudalismo.
Aunque la definición de Houdali no se acepta generalmente en la actualidad, debe tenerse en cuenta que este libro no es su obra más significativa. También contribuyó extensamente a su campo de estudio, en su mayoría a través de artículos. Entre los pocos libros que publicó estuvieron Les Destinées de l'Empire en occident de 395 à 888 (1928) y Flandre sous les premiers comtes (1943). En 1946 recibió el Premio Francqui a las Ciencias Humanas.